# Jasper von Gennep
Jasper von Gennep, auch Jasper Gennep (* um 1500; † vor 4. September 1564 in Köln; auch Iasparus Gennepaeus, Jasper Gennepaeus oder Caspar Genepaeus) war ein deutscher Autor, Drucker und Verleger in Köln.

## Leben
Gennep war ein Kölner Buchdrucker und Verleger, der auch als Schriftsteller tätig war. Zudem übersetzte er lateinische Schriften in die deutsche Sprache und betätigte sich als Chronist.

## Werke (Auswahl)
- Epitome Warhaftiger Beschreibung der Vornembsten Händel, so sich in Geistliche vnnd Weltlichen sachen, Vom Jar vnsers Herrn M.D. biß in das jar mynderen zal Lix. zugetragen und vorlauffen haben, Köln 1559
- Homulus, 1549, die erste deutschsprachige Fassung des Jedermann-Motivs.